# Tjeckiens herrlandslag i fotboll
Tjeckiens herrlandslag i fotboll representerar Tjeckien i fotboll på herrsidan. Tjeckien är tillsammans med Slovakien arvtagare till det framgångsrika Tjeckoslovakien som bland annat nådde två VM-finaler och som liksom Tjeckoslovakien upphörde att existera 1993.

## Historia
Tjeckien har fortsatt den stolta fotbollstradition som Tjeckoslovakien inledde sedan 1993 då dagens Tjeckien såg dagens ljus. Den 23 februari 1994 spelade Tjeckien sin första landskamp mot Turkiet i Istanbul, och vann med 4–1. Den första stora turneringen som Tjeckien deltog i var EM i fotboll i England 1996.

### Tjeckien i EM
Laget överraskande genom att gå till final mot Tyskland i EM 1996. Laget hade flera profiler som Patrik Berger, Karel Poborský och Pavel Nedvěd för att nämnda några. Poborský stod för en av turneringens delikatesser när han elegant gjorde segermålet på lobb i kvartsfinalen mot Portugal. I finalen blev det förlust mot Tyskland efter förlängning. Då hade Tjeckien tagit ledningen under andra halvlek. Under kvalet spelade Tjeckien sin sämsta match någonsin när man förlorade med 0–1 mot Luxemburg (vilket nog räknas som en av fotbollshistoriens största sensationer).
Tjeckien har fört Tjeckoslovakiens offensiva fotboll vidare och trots att man inte gick vidare i EM 2000 visade man upp ett strålande spel. Tjeckiens avancemang hindrades i mångt och mycket av det tuffa motståndet – hemmalaget Nederländerna och de regerande världsmästarna Frankrike. Tjeckien slutade på en tredjeplats i gruppen efter seger i sista matchen mot Danmark i EM 2000. 
2004 hade Tjeckien ett riktigt bra lag som gått starkt genom kvalet och kvalificerat sig före starka Nederländerna. I alla lagdelar hade man starka namn där rutinerade spelare (Pavel Nedvěd, Karel Poborský, Vladimír Šmicer) blandades med nya stjärnor (Tomáš Rosický, Petr Čech). Tjeckien vann samtliga matcher under gruppspelet och växte fram som en av de största favoriterna till EM-guldet. Seger mot Lettland följdes upp av en 3–2-seger mot Nederländerna i en av turneringens bästa matcher. Tjeckien var redan klara och mönstrade flera reserver men kunde trots detta vinna mot Tyskland. I kvartsfinalen imponerade man genom en 3–0-seger mot Danmark. Det fanns en imponerande bredd i den tjeckiska truppen och anfallaren Milan Baroš var hela EM:s skyttekung. I semifinalen föll Tjeckien något överraskande mot Grekland – som ju skulle komma att vinna hela EM. En av anledningarna var att primus motor i laget, Pavel Nedvěd, gick sönder i början av matchen. Trots detta hade Tjeckien varit en av turneringens stora behållningar.
Efter EM succén 2004 har man nått samtliga EM sen dess. Dock så har det inte lett till framgångar utan placeringsmässigt har man blivit kvar i gruppspelet med undantag 2012 och 2020 där man nådde kvartsfinal.

### Tjeckien i VM
Det som förbryllar i den tjeckiska landslagsfotbollen är de ständigt bra resultaten i EM-sammanhang, där Tjeckien alltid kvalificerat sig, men att man under lång tid missade VM. Tjeckien missade VM 1998 och VM 2002 men kunde under hösten 2005 äntligen ta sig till VM. Tjeckien tillhörde toppen av sin kvalgrupp från början till slut men kunde inte utmana Nederländerna om förstaplatsen. Andraplatsen gav en playoffmatch där man lottades mot Norge. Tjeckien vann båda kvalmatcherna och tog sig för första gången till VM. I första matchen slog man USA med 3–0. Arsenal stjärnan Rosický sänkte USA genom att göra 2 mål. I nästa match väntade Ghana som vann med 2–0. I mitten av andra halvlek fick Tjeckien Tomáš Ujfaluši rött kort efter en riktigt ful tackling. I nästa match blev man utslagna med 2–0 mot blivande världsmästarna Italien. Jan Polák fick sitt andra gula kort i slutet av första halvlek. Efter 2006 har Tjeckien inte nått något VM.

## Meriter

### Tjeckoslovakien
- VM i fotboll: 1934, 1938, 1954, 1958, 1962, 1970, 1982, 1990,
  - VM-silver 1934 och 1962
- EM i fotboll: 1960, 1976 och 1980.
  - Europamästare 1976

### Tjeckien
- VM i fotboll: 2006
- EM i fotboll: 1996, 2000, 2004, 2008, 2012, 2016, 2020, 2024
  - EM-silver 1996
  - Semifinal 2004

## Kända spelare
- Milan Baroš
- Radek Bejbl
- Patrik Berger
- Petr Čech
- Tomáš Galásek
- Zdeněk Grygera
- Marek Jankulovski
- Pavel Kadeřábek
- Miroslav Kadlec
- Jan Koller
- Pavel Nedvěd
- Jiri Nemec
- Jaroslav Plašil
- Karel Poborský
- Tomas Rosický
- Patrik Schick
- Pavel Srniček
- Vladimír Šmicer
- Tomáš Ujfaluši

## Förbundskaptener
- Václav Ježek (1993)
- Dušan Uhrin (1994–1997)
- Jozef Chovanec (1998–2001)
- Karel Brückner (2001–2008)
- Petr Rada (2008–2009)
- František Straka (2009)
- Ivan Hašek (2009)
- Michal Bílek (2009–2013)
- Josef Pešice (2013)
- Pavel Vrba (2014–2016)
- Karel Jarolím (2016–2018)
- Jaroslav Šilhavý (2018–2023)